# Ширко, Игорь Владимирович
Ширко Игорь Владимирович (21 октября 1934, РСФСР - 27 февраля 2019) — российский учёный-физик, доктор физико-математических наук (1971), профессор кафедры прикладной механики ФАКИ  МФТИ, декан факультета аэрофизики и космических исследований (с 1977 по 1989 г.г.), зав. кафедрой общеинженерной подготовки (с 1975 по 1991 г.). 

## Биография
Игорь Владимирович Ширко учился в МФТИ с 1952 по 1957 год. По успешному выпуску был приглашён в аспирантуру МФТИ, где его  научным руководителем стал видный русский ученый – член-корреспондент АН СССР Вадим Васильевич Соколовский, под руководством которого И. В. Ширко выполнил и успешно защитил дипломную работу, а по ее итогам подготовил и обнародовал в 1959 году свою первую научную статью, в которой при исследовании изгиба пластинок учитывались упругие и пластические деформации и переход от упругого состояния к состоянию предельного равновесия, что было сделано впервые в механике деформируемого твёрдого тела.
В 1962 году И.В. Ширко защитил в Институте механики АН СССР диссертацию по теме «О полях скоростей при условии пластичности общего вида» на соискание ученой степени кандидата физико-математических наук. В этой работе он впервые решил новый класс задач теории пластичности и механики сыпучих сред, получивших в дальнейшем название «задачи со смешанными краевыми условиями». 
В 1971 году И.В. Ширко защитил в Москве диссертацию по специальности 01.00.00 по теме «Упруго-пластическое равновесие гибких оболочек вращения» на соискание ученой степени доктора физико-математических наук, в которой изучалась сложная задача поведения конструкций за пределами упругости, .

## Преподавательская деятельность
Игорь Владимирович Ширко начал преподавать на Физтехе ассистентом и закончил в качестве профессора. 
С 1975 по 1991 год Игорь Владимирович заведовал кафедрой общеинженерной подготовки. По его почину и при его личном участии была разработана и начала использоваться при обучении комплексная программа общеинженерной подготовки физиков-исследователей.
С 1977 по 1989 год И.В. Ширко работал деканом факультета аэрофизики и космических исследований. На этом посту он отдал много сил и энергии совершенствованию работы ФАКИ и сохранению его лучших традиций. 
До последних дней Игорь Владимирович с учениками продолжал активно заниматься научной деятельностью: исследования были связаны с  нестандартными задачами, на стыке наук, при решении которых был получен ряд основополагающих достижений в области механики сыпучих сред и теории фильтрации.
Всего под его руководством защитили кандидатские диссертации более 30 учеников, часть из которых стали докторами наук.

### Диссертации
- Ширко, Игорь Владимирович. О полях скоростей при условии пластичности общего вида  : Автореф. дис. на соискание учёной степени канд. физико-матем. наук / Акад. наук СССР. Ин-т механики. - Москва : [б. и.], 1962. - 5 с.; 20 см.
- Ширко, Игорь Владимирович. Упруго-пластическое равновесие гибких оболочек вращения : дисс. ... доктора физико-матем. наук : 01.00.00. - Москва, 1971. - 379 с. : ил.